# La Morera (el Brull)
La Morera és una masia del Brull (Osona) protegida com a Bé Cultural d'Interès Local.

## Descripció
Casa de planta quadrada amb planta baixa, dos pisos i golfes. Té la coberta a doble vessant. Presenta un volum afegit a la façana de ponent, que tan sols arriba a l'altura del primer pis. S'accedeix al seu interior per la porta de la façana sud, al davant de la qual es veu una era semi enllosada i delimitada a ponent per uns corrals i a llevant per graners. Els materials constructius són la pedra unida amb argamassa, que impedeix veure els contorns, i la teula àrab. El seu estat de conservació és bo, tot i que no és habitada amb regularitat.

## Història
Tot i que possiblement la Morera existís ja a les darreries de l'Edat Mitjana, la construcció actual data possiblement del segle xviii, igual que els coberts que es troben a la part de ponent de l'era, datats al 1700. Igual que moltes de les masies de la zona, la Morera segueix sent explotada com a centre agrari i ramader, però no és habitada permanentment. Aquest fet no ha posat en perill, de moment, el seu estat de conservació, encara molt bo. Darrerament se li han fet reformes a les cobertes, tant de la casa com dels coberts que delimiten l'era.